# Ostoros
Ostoros község Heves vármegye Egri járásában.

## Fekvése

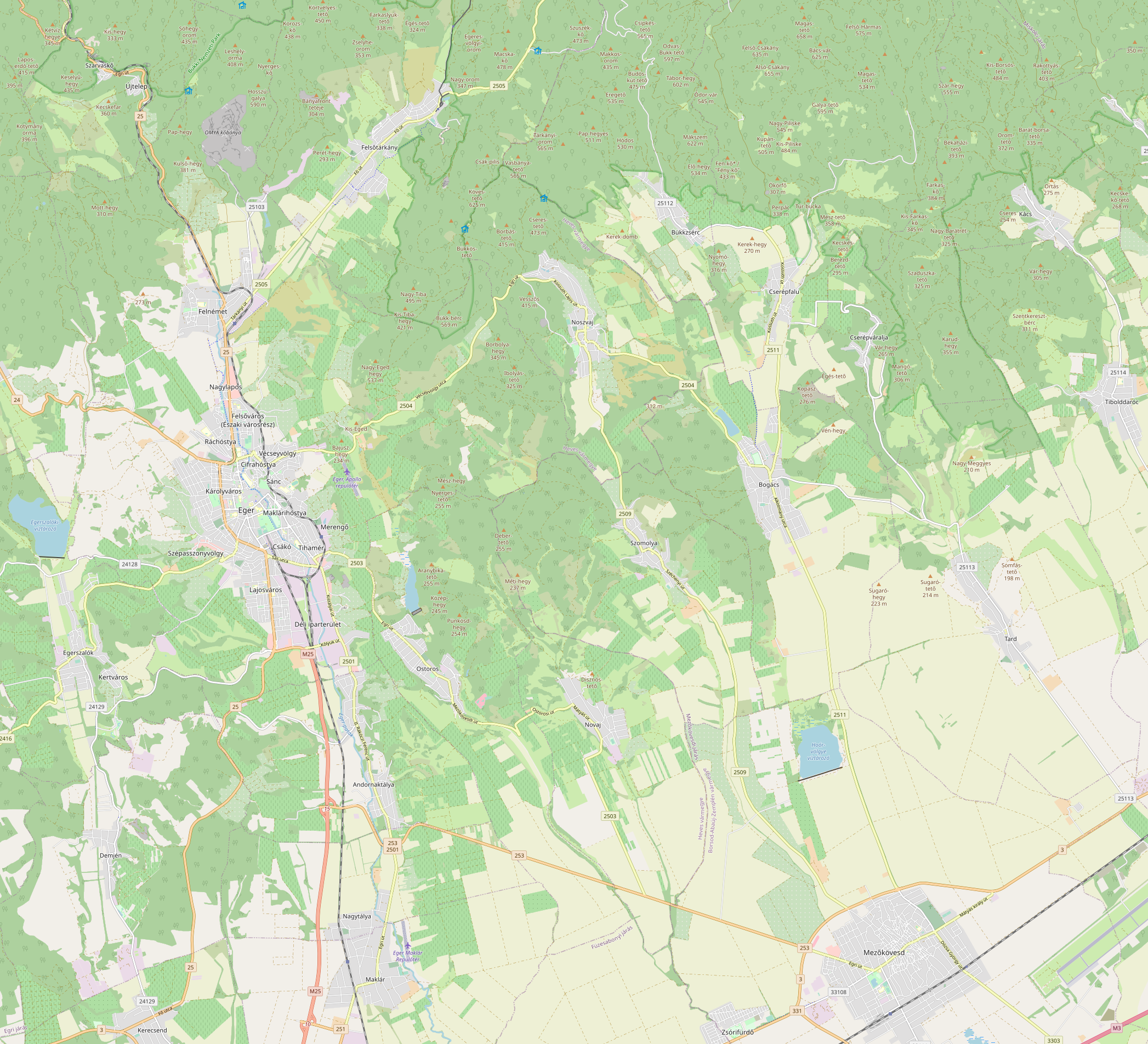
A község Eger környékének térképén

Az Egri-Bükkalja dombvidékén, Egertől néhány kilométerre fekszik, a megyeszékhely délkeleti szomszédságában, közvetlenül a vármegye keleti határán, az Ostoros-patak észak-déli irányban húzódó völgyében. Északi határában egy mesterséges tó, az Ostorosi-víztározó található.
A további szomszédos települések: északkelet felől Szomolya, délkelet felől Novaj, dél felől Szihalom, délnyugat felől Maklár és Nagytálya, nyugat felől pedig Andornaktálya.

### Megközelítése
Csak közúton érhető el, Eger vagy Novaj felől, a 2503-as úton. Déli külterületei közt áthalad még a 253-as főút is.

## Története

### A kezdetek
A település nevét az Ostoros-patak vizéről nyerte, melyet Anonymus Gesta Hungaroruma már megemlített (ekkor még Istoros névalakban): „… Árpád vezér és övéi innen továbbmenve eljutottak az Eger vizéig. Kunyhókat készítve több napig ott maradtak, s azt a hegyet, amelyen a vezér számára leveles színt vertek, Színhalomnak nevezték el. Táboruk az Ostoros-pataktól egészen Poroszló váráig húzódott.”
Az első konkrét említése a falunak az 1332-1337. évi pápai tizedlajstromban található, Wstaras Welgh (Ostoros-völgy) néven. Ekkor már minden bizonnyal a bélháromkúti apátság területe volt. Az első komoly benépesülést jelzi, hogy 1367-ben I. (Nagy) Lajos király három évi adómentességet biztosított az idetelepülő jobbágyoknak.
1446-ban telepítettek először szőlőt a falu határába, az egri káptalan tulajdonában lévő területre. A munkát a káptalan tihaméri jobbágyai végezték. A szőlő- és bortermelés onnantól kezdve meghatározója a falu gazdasági életének.

### A törökök alatt és után
Eger 1552-es ostroma idején a vár elfoglalására igyekvő törökök teljesen elpusztították Ostorost. A faluban maradt 12 jobbágy még hat évvel később, 1558-ban is pincékben lakott. 1566-ban Kara Dzsófer hatvani bég ismét felégette a települést. A török területek közelsége miatt elnéptelenedő bélháromkúti apátság helyett Ostorost a szarvaskői várhoz rendelik, 1577-ben ennek tartozékaként írták össze, bár a terület a 60-as évek elejétől de facto a hatvani bég érdekeltségébe tartozott és adót is oda fizetett. Eger 1596-ban bekövetkezett eleste után a kamara el is zálogosította a falut. A 17. század elején Bárius Demeter tulajdonában volt, aki aztán zálogba adta Barcsay Jánosnak.
Mindezek után a falu gyakorlatilag száz éven keresztül néptelenül állt, fordulatot az hozott, amikor Czeglédy Albert nagyprépost és püspöki vikárius, akit a király a bélháromkúti apátság élére nevezett ki, visszaváltotta, majd az apátság többi birtokához hasonlóan az egri papi szeminárium tulajdonába került. Ezt követi Ostoros újabb (immáron végleges) benépesülése. 1787-ben 648 lélek lakta a falut.
Az 1771. évi úrbérrendezés során a község határát az első osztályba sorolták. 1859-ben a paraszti és majorsági tulajdonban lévő szőlőterületek 754 kataszteri holdat tettek ki. A község 1834-es pecsétlenyomatán négyfürtű szőlőtőke található. A filoxéravészt követő elvándorlás itt is éreztette a hatását. 1870-ben 1197 lakost írtak össze, 1880-ban 1130-at. Ezt követően újra növekedésnek indult a falu lakossága, 1891-ben már 1313-an lakták Ostorost.

### Ostoros a 20. században

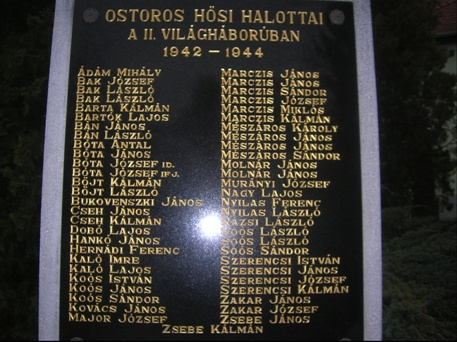
A második világháború áldozatainak névsora

A falu benépesülése során tovább bővült a pincelakásokból álló pincesor, amely több szintben alakult ki. Ostoros területének mintegy felét egészen az 1940-es évek végéig az egri káptalan birtokolta, a völgyben a templom alatt komoly birtokközpontot és pincét alakítottak ki. A kor viszonyai között komoly technológiával dolgoztak: a szántást például gőzgéppel végezték.
A Szadúr dűlőben az egri szeminárium szőlei díszlettek, a Kutya-hegy tetejében kialakított pincészet Kovács József miskolci ügyvéd tulajdona volt, az Aranybika-tető a Kránitz-családé. (Dr. Kovács József 1944-ben, 64 éves korában a holokauszt áldozata lett.) A kisparasztoknak főleg a szomolyai Méti-heggyel határos Rakottyás-dűlőben voltak szőleik. A délnyugatra néző meredek domboldalon a gyakori eróziós károk miatt rendszeresen puttonnyal kellett visszahordani a földet a sorok közé.
Gárdonyi Géza, röviddel egri letelepedése után telket vásárolt magának és fiainak Ostoroson. Mindhárman gyakran kilátogattak ide a falusi csendbe, hogy egy kis enyhülést nyerjenek az akkor még nem is annyira zajos várostól. Nem egy Gárdonyi-novellában fedezhetünk fel ostorosi alakokat, a Göre Gábor bíró úr könyve című műve főhősét az akkori ostorosi bíróról mintázta.
1925. január 31-én, reggel nyolc óra öt perckor a Richter-skála szerinti 5-ös erősségű földrengés földrengés rázta meg Ostorost. A pincelakások falai több helyen megrepedtek, nagyon sok lakhatatlanná vált. Az épített házak közül soknak ledőlt a tűzfala vagy az oromzata, több helyen a kémények is leszakadtak. A templom egyik mellékhajójának mennyezete is beszakadt.
A település akkori 406 épületéből csak 8 maradt ép. Csodával határos, hogy nem történt haláleset, sőt még komolyabb sérülés sem. (Ez valószínűleg arra az okra vezethető vissza, hogy a rengés heves volt ugyan, de csak rövid ideig tartott.) A rengést követő kárfelmérés az Ostorost ért kárt 7 milliárd koronában határozta meg. Állami segítséggel ezt követően sok házat emeltek, ekkor épültek az egykori Alvég és Felvég (a mai Honvéd és Arany János utcák) házai.
A falu lakosságának csak mintegy a felét tudta eltartani: akiknek nem volt saját földjük, szőlejük, illetve nem kapta munkát a káptalani birtokon vagy a másik két nagyobb szőlőbirtokosnál, azok elszegődtek summásnak a Dunántúlra. A summás-csapatokat az úgynevezett bandavezérek szervezték, tél végén a banda elutazott a helyszínre és vissza sem tértek a szezon végéig, ami általában október végét, november elejét jelentette. A summás-családok lakták azt a sok-sok pincelakást, amik a mai napig fellelhetők a faluban. Az egyik híres bandavezér, Guba Pista pincelakása az Arany János utca 63-as szám alatt található.
Az 1930-as népszámlálás adatai szerint a község 499 belterületi és 4 külterületi házból állt és 2100 ember lakta. A falu területe 4162 kataszteri hold volt, ebből szántó volt 2146, rét 226, szőlő 406, legelő 863, erdő 172, kert 105, terméketlen terület pedig 170 hold.
1941-ben Ostoroson 1961 római katolikus, 3 református és 5 izraelita lakott.
A második világháború idején Andornak és Kistálya felől érkezve foglalták a szovjet csapatok a falut; itt kisebb károkat okoztak, mint Kistálya borospincéiben, bár túlkapások természetesen itt is előfordultak: Ostoroson a szovjet katonák nemhogy nőket, de még férfiakat is megerőszakoltak.
A háborúban 55 ostorosi katona halt hősi halált, a község összlakosságának csaknem 3%-a. Nemcsak nekik, hanem az I. világháború áldozatainak is emléket állít az a két márványtábla, amik a Polgármesteri Hivatal szomszédságában, a Hősök terén állnak. A két névsorban sok ostorosi fedezheti fel valamelyik elfeledett ősét.
A faluban a holokauszt előtt két zsidó család élt, akik boltot és hentesüzletet üzemeltettek. Auschwitzból csak az egyik család fiatal nőtagja tért vissza, aki később egy Bozóky nevű mezőkövesdi vendéglőshöz ment férjhez, majd 1956-ban mindketten az Egyesült Államokba emigráltak. Az izraeli Yad Vashem Központ adatbázisa négy ostorosi illetőségű holokauszt áldozatot tart nyilván: a 39 éves Solt (született: Steinberger) Adél, az 55 éves Klein Sára, a 73 éves dr. Steinberger (született: Frankl) Samuné, valamint a 62 éves Glik Hermina. A következő áldozatok Ostoroson születtek ugyan, de 1944 nyarán már nem Ostoroson laktak: Wieder (született: Grinbaum) Margit, Berkovicz (született: Grinbaum) Hermina, Bíró
Sándor, Kohn Regina, Kertész Samu, Berkovits Klára és Grinbaum Júlia.
Az 1949-es népszámlálás adatai szerint nem élt zsidó Ostoroson.
A település 1945-ig Borsod vármegyéhez tartozott, akkor csatolták Heves vármegyéhez.

### A téeszesítés és annak hatása Ostoros életére
A szövetkezetesítést követően, az 1960-as évek elejétől sorra elpusztultak a korábbi, nehezebben megközelíthető dűlőkben lévő szőlőültetvények, a TSZ a korábbi káptalani szántók területén alakított ki nagyobb szőlőtáblákat, megfelelve ezzel a nagyüzemi, mennyiségi szőlőtermesztés akkor modernnek gondolt követelményeinek. A téeszesítést a faluban viszonylag zökkenőmentesen zajlott, egy gazdát viszont a folyamatos zaklatással öngyilkosságba üldöztek a szervezők. A TSZ létrejöttével a faluban beszűkültek az érvényesülési lehetőségek, ezt a kedvezőtlen hatást jól mutatja, hogy a község 1960-ban összeszámlált 1844 fős lélekszáma 1970-re 1783-ra csökkent. (megjegyzés: más okok is kereshetőek, az egri iparosítás és a főiskolát, egyetemet végzettek városba költözése talán nagyobb szerepet játszhatott.)
1963 őszén Ostoroson forgatta Fábri Zoltán a Húsz óra című megrázó erejű filmjét, amely kiváló korrajz is egyben. (A szereplők között volt Páger Antal, Görbe János, Keres Emil, Őze Lajos, Bánhidi László és Szirtes Ádám is.) Mindemellett a filmben jól láthatók a téeszesítés előtti falu képei, a korabeli emberekkel. (A film statisztái kizárólag a község lakói közül kerültek ki.) Illés György, a film operatőre Egerben nőtt fel, ő javasolta az ostorosi helyszínt.

### „Szép új világ”

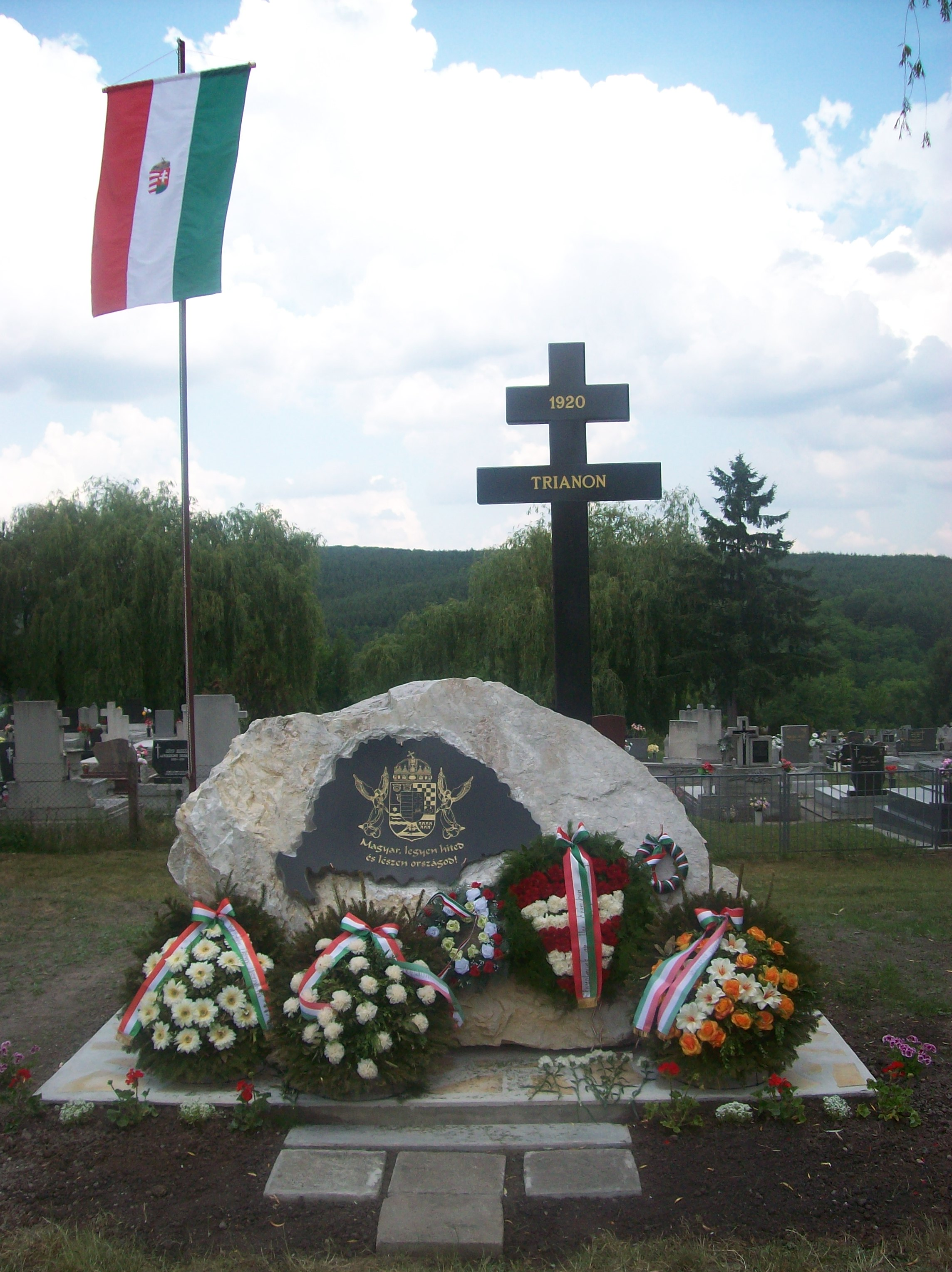
A Trianon-emlékmű

A rendszerváltást követően a TSZ által telepített szőlőket szétosztották, 800 négyszögöles kis parcellákat alakítottak ki. Jelenleg a szőlők nagy részét az Ostoros-Novaj Bor Zrt (a volt Egyetértés Termelőszövetkezet) vásárolja fel, ezenkívül 7-8 gazda foglalkozik még azzal, hogy szőlejéből eladásra bort készítsen.
A falutól északra, a patak völgyében a 80-as évek végén víztározót alakítottak ki.
Az Egerhez közel eső területeken (az egykori Bikus-dűlőben) a '90-es évek elejétől több ütemben telkeket mértek ki, ezzel jelentős mértékben megnőtt a falu lélekszáma. A 2001-ben tartott népszavazás adatai alapján akkor 2399-en laktak a faluban, először haladva meg az eddigi legmagasabb lélekszámot, az 1880-ban összeírt 1969-et. 2001-ben 1672 személy vallotta magát római katolikusnak, 16 görögkatolikusnak, 13 görög keletinek, 151 reformátusnak, 12 evangélikusnak és 1 izraelitának. A nemzetiségi megoszlást tekintve 2296-an vallották magukat magyarnak, ezenkívül 1 fő volt a cigány, 4 görög, 1 lengyel, 1 német, 3 szlovák, 1 ukrán.
2006. január elsején 2632 fő lakott a községben, összehasonlítva ezt a rendszerváltást megelőző 1989-es 1885 fővel, mintegy 40%-os növekedést tapasztalhatunk.
2011. június 4-én, a trianoni békeszerződés aláírásának 91. évfordulóján Trianon-emlékművet avattak fel a községi temető előtt.

## Közélete

### Polgármesterei
- 1990–1994: Kisari Zoltán (független)[4]
- 1994–1998: Kisari Zoltán (független)[5]
- 1998–2002: Kisari Zoltán (független)[6]
- 2002–2006: Kisari Zoltán (független)[7]
- 2006–2010: Kisari Zoltán (független)[8]
- 2010–2014: Kisari Zoltán (független)[9]
- 2014–2015: Kisari Zoltán Szabolcs (független)[10]
- 2016–2019: Böjt László (független)[11]
- 2019–2024: Böjt László (független)[12]
- 2024– : Böjt László (független)[1]

A településen 2016. február 7-én időközi polgármester-választást tartottak, az előző polgármester halála miatt.

## Népesség
A település népességének változása:
| Lakosok száma | 2654 | 2632 | 2577 | 2830 | 2914 | 2865 | 2901 |
|               | 2013 | 2014 | 2015 | 2021 | 2022 | 2023 | 2024 |

2001-ben a település lakosságának közel 100%-a magyar nemzetiségűnek vallotta magát.
A 2011-es népszámlálás során a lakosok 81,9%-a magyarnak, 0,7% németnek, 0,2% románnak mondta magát (17,9% nem nyilatkozott; a kettős identitások miatt a végösszeg nagyobb lehet 100%-nál). A vallási megoszlás a következő volt: római katolikus 46%, református 5,4%, evangélikus 0,2%, görögkatolikus 0,6%, felekezeten kívüli 17,1% (29,7% nem nyilatkozott).
2022-ben a lakosság 93%-a vallotta magát magyarnak, 0,6% németnek, 0,3% cigánynak, 0,3% románnak, 0,2% ukránnak, 0,1-0,1% szlováknak és lengyelnek, 4,4% egyéb, nem hazai nemzetiségűnek (6,7% nem nyilatkozott; a kettős identitások miatt a végösszeg nagyobb lehet 100%-nál). Vallásuk szerint 36,4% volt római katolikus, 5,8% református, 1,9% görög katolikus, 0,4% evangélikus, 1,4% egyéb keresztény, 0,8% egyéb katolikus, 14,9% felekezeten kívüli (38% nem válaszolt).

## Nevezetességei

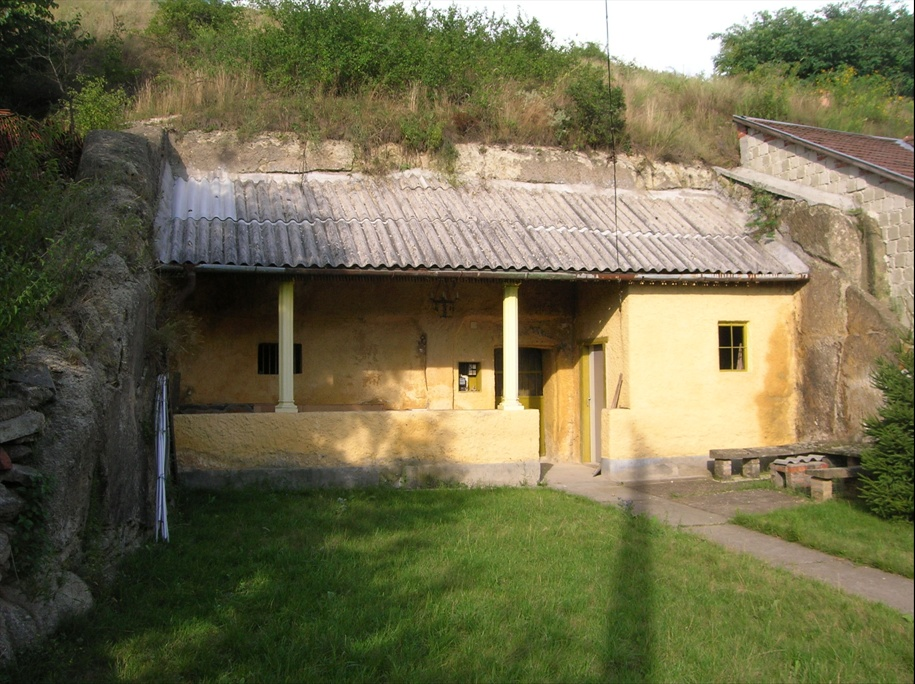
Pincelakás az Arany János utca 63. szám alatt

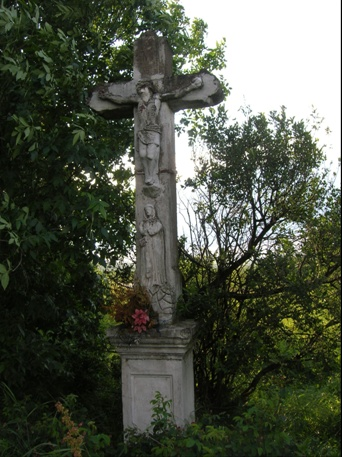
1809-ben emelt kereszt az ostorosi határban

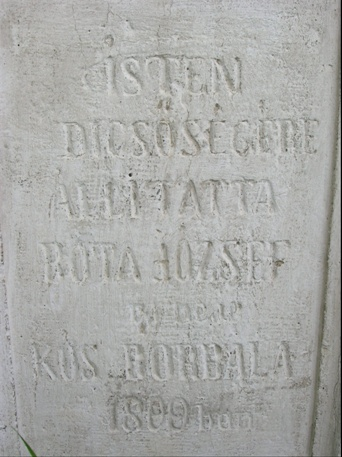
A kőkereszt felirata

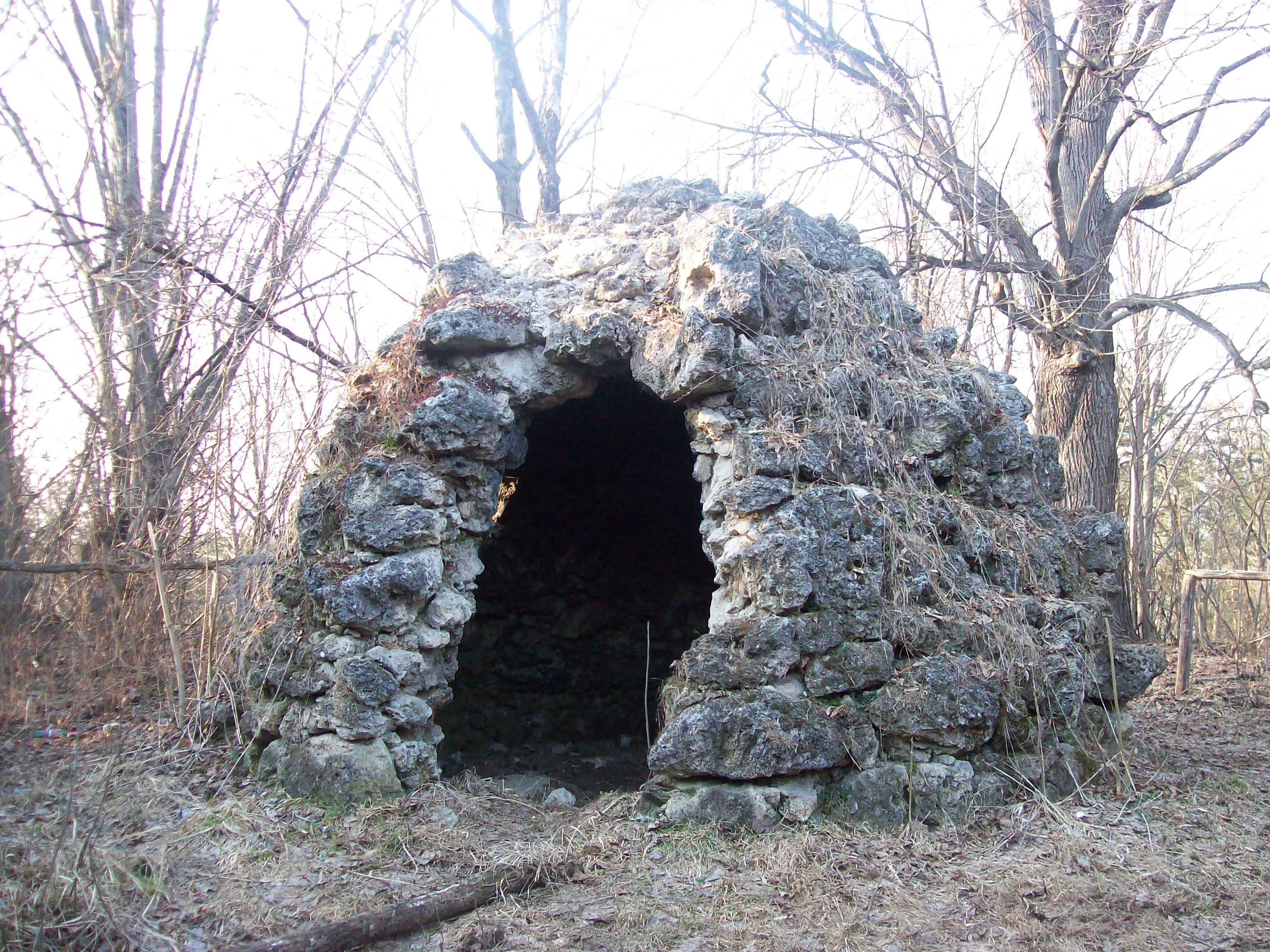
Az ún. Csúnyamunka

### Római katolikus templom
A falu fontos nevezetessége a római katolikus templom, amelyet Mandler György prefektus építtetett 1742-ben, barokk stílusban. Szent István király tiszteletére szentelték fel. A templom felszentelésének századik évfordulójára, 1824-ben orgonát kapott, mely ismeretlen mester műve. A búcsút augusztus 20-án tartják.
Tornyában három harang lakik. Az első 35 cm átmérőjű harangot ismeretlen mester készítette, a második 46 cm átmérőjű és Matthias Bernecker munkáját dicséri. A harmadik 57 cm átmérőjű harangot 1923-ban öntötte a Harangművek Rt.
A templommal szemben található az egykori plébánia épülete. Jelenleg nincs önálló plébánosa a településnek, az egri Maklári úti Jézus Szíve-plébániához tartozik. A templom 2002. augusztus 20-a óta ünnepi díszkivilágításban pompázik sötétedést követően.

### Pincelakások
A 20. század elején 120 pincelakás volt Ostoroson. Az 1925-ös földrengést követően sok új ház épült a faluban, a pincelakások elé – ezt követően inkább már csak raktárként, illetve sok esetben istállóként szolgáltak.
A pincelakások a faluban négy fő csoportban helyezkednek el: a Szépasszonyvölgy utcában, a Csaba vezér utcában, az egykori Verempartnak nevezett részen (a mai Arany János és Honvéd utcákban), valamint a Dombon (a mai Gárdonyi utcában). A veremparti részen néhol több szintesre bővül a pincesor, a fentebb elhelyezkedő pincékhez, kis keskeny sikátorjellegű utak vezetnek fel.
A pincelakások két helyiségből álltak, egy konyhából és egy szobából. A két helyiség mellett általában egy harmadik nyílás is vezetett a hegybe, ez volt a pince. A pincelakásokhoz tartozó pincék nem voltak nagyok, 6-7 méternél soha nem voltak hosszabbak.
Vitatott, hogy mikor létesültek Ostoroson az első pincelakások, de az biztos, hogy a 16. században, a török pusztítás elől voltak, akik a pincébe húzódtak és huzamosabb ideig ott is laktak. Nagyrészt azok a nincstelenek laktak a pincelakásokban, akik nem rendelkeztek földdel és summásként keresték kenyerüket.
Ritkán fordult elő, hogy egy család 3-4 generáción keresztül pincelakásban éljen. A legtöbb esetben, az anyagi helyzet javulásával, házat építettek és a pincelakást a mélyebb társadalmi helyzetből érkezettek foglalták el. Ez indokolja azt a furcsa, a 20. századra kialakult helyzetet, hogy nagyon sok esetben más tulajdonosa volt a háznak, illetve a mögötte lévő pincének és pincelakásnak.

### Kétszáz éves kőkereszt
A falut a Mezőkövesd és Andornaktálya közötti főúttal összekötő földút végén, a földút és a műút kereszteződésében áll egy kétszáz éves kőkereszt. A ráfaragott szöveg tanúbizonysága szerint Bóta József és neje Kós Borbála állíttatták 1809-ben.
A kereszt 2007-ben eléggé elhanyagolt állapotban árválkodik a forgalmas műút mellett, a bokrok, fák, lassan visszahódítják a természetnek a környező területet. Felújítása és környékének kitakarítása egyelőre a hálatlannak tűnő utódokra vár.

### Szent István-szobor és kegyeleti emlékpark
2006. augusztus 20-án adták át a Szent István-szobrot és a gyönyörű parkot, melyet az 1964-ben bezárt régi temető helyén alakítottak ki. (Az ott eltemetetteket nem exhumálták, maradványaik ugyanott nyugszanak, a sírköveket azonban átvitték az új temetőbe.) Ezzel a Művelődési Ház és az Óvoda közvetlen szomszédságában egy új faluközpont alakult ki – ennek áldásos hatását mutatja a közelben lévő házak értő felújítása és több építkezés is.

### Csúnyamunka
Egy, valószínűleg a török uralom alatt épült különös építmény, Ostoros külterületén, a falutól északkeletre magasodó Elő-hegy tetején. Forrásvízi mészkőből (darázskőből) épült, kör alaprajzú, alakja méhkasra emlékeztet. Egy ajtaja és két ablaknyílása van. Külső oldalán a falazatban kialakított feljárat vezet fel az építmény tetejére (ez az ajtónyílástól jobbra található, mára már nehezen ismerhető fel a lépcsősor). A szájhagyomány szerint a tornyot egy titkos járat kötötte össze az egri várral. A hegy tetejét mára már benőtték a fák, de korábban tiszta időben a Csúnyamunka tetejéről el lehetett látni déli irányban akár a Tiszáig is. Jelenleg nagyon lepusztult állapotban van.

### Ostorosi víztározó
A településtől északra az Ostoros-patak völgyében található egy 30 hektár területű víztározó, melyet a 80-as években alakítottak ki a patak vizének felduzzasztásával. A rendszerváltáskor a terület a helyi tanács, valamint az Egyetértés szövetkezet tulajdonában volt. A szövetkezet a maga tulajdonrészét 2002-ben árverésre bocsátotta – a zártkörű liciten az eredetileg megállapított 14.3 millió forintos vételár jóval magasabbra kúszott, így az árat sokalló önkormányzat helyett egy egyéni vállalkozó lett a tulajdonos, áfával együtt számítva 75 millió forintért. A víztározó jelenlegi bérlője megszüntette a korábbi fürdőzési lehetőséget és a horgászok paradicsomává alakította a tavat. Új parkolót alakítottak ki, valamint stégeket hoztak létre a horgászok számára.

## Testvérvárosa
- Lemhény, Románia